# Rinderbrucellose
Die Rinderbrucellose ist eine Deckseuche von Rindern, die vom Bakterium Brucella abortus aus der Gattung Brucella verursacht wird. Das Rind stellt den Hauptwirt, während fast alle Säugetiere inklusive des Menschen und Geflügel die Nebenwirte bilden. Alle Biovare sind Seuchenerreger beim Rind, in Europa dominieren 1–4.
In Westdeutschland wurde die Rinderbrucellose 1971 getilgt, in der DDR 1981. Seitdem gab es nur noch vereinzelte Seuchenausbrüche, die durch Importe bedingt waren.
Juni 2018 traten Fälle auf einem Bauernhof in Rohrbach, Oberösterreich auf.

## Ätiologie und Pathogenese
Die Ansteckung erfolgt gewöhnlich über den Deckakt oder peroral. Auch Infektionen über die Haut werden vermutet. Besonders in infizierten Nachgeburten und Aborten sind viele Brucellen enthalten. Sie werden aber auch über Milch, Harn, Kot und Nasensekret ausgeschieden.

## Klinik
Die bakteriämische Phase der Brucellose ist klinisch unauffällig abgesehen von einer leichten Temperaturerhöhung, die oft unbemerkt bleibt. In der zweiten Hälfte der Trächtigkeit kommen Verkalbungen vor, die oft mit einem Nachgeburtsverhalten einhergehen. Weiterhin kommen Sehnenentzündungen, Schleimbeutelentzündungen und Gelenksentzündungen vor. Euterentzündungen bleiben oft unbemerkt, haben aber eine Erregerausscheidung zur Folge. Infizierte Bullen erkranken an Hodenentzündungen und Nebenhodenentzündungen. Nach dem Abort einer Kuh ist sowohl eine weitere Aufnahme als auch Sterilität möglich. In einem Bestand verläuft die Rinderbrucellose seuchenhaft.

## Diagnose
Die Erreger lassen sich per Serologie in Blut, Milch und Sperma feststellen. Außerdem lassen sie sich aus Früchten, Eihäuten und Milch und Sperma anzüchten. Sehr selten angewandt werden intrakutane Brucellintests.

## Tierseuchenbekämpfung

Kennzeichnung eines brucellosefreien Rinderbestandes

Die Brucellose ist eine anzeigepflichtige Tierseuche und eine sehr gefährliche Zoonose. Die Durchführung serologischer Untersuchungen ist im EU-Recht geregelt. Die Bekämpfung ist in Deutschland in der Brucellose-Verordnung geregelt. Behandlungen und Impfungen sind verboten.